# Magdalena von Dobeneck
Magdalena von Dobeneck (* 13. März 1808 in München als Rebekka Magdalena (Helene) Feuerbach; † 5. Juni 1891 in Treviso) war eine deutsche Schriftstellerin und Komponistin, Tochter des Juraprofessors Paul Johann Anselm Feuerbach, Schwester des Philosophen Ludwig Feuerbach und Tante des Malers Anselm Feuerbach.

## Leben
Magdalena von Dobeneck wurde als Tochter des Juraprofessors Paul Johann Anselm Feuerbach (1775–1833) und dessen Ehefrau Wilhelmine geb. Tröster (1774–1852) geboren. 1817 zog die Familie nach Ansbach, wo der Vater Präsident des Appellationsgerichts wurde. 1827 heiratete Magdalena den Gerichtsrat Ludwig von Dobeneck und zog mit ihm nach Nürnberg. Anlässlich eines Konzerts von Nicolò Paganini 1828 in Nürnberg verliebte sie sich in den gefeierten Violinvirtuosen. Man traf sich incognito in einem Hotel in Ansbach, und sie überzeugte ihren Vater, sich von ihrem Ehemann scheiden zu lassen. Als dies 1830 geschah, hatte Paganini das Interesse an ihr verloren und stürzte sie in eine schwere seelische Krise. 1831 begann sie eine mehrjährige Reise durch Frankreich, England, Irland, die Schweiz, die Niederlande und Italien und war zeitweilig als Hauslehrerin bei adligen Familien tätig. In zahlreichen Briefen berichtete sie über die Reise ihrem Vater. In Paris nimmt sie bei dem spanischen Komponisten José Melchor Gomis Gesangs- und Kompositionsunterricht. 1833 erreichte sie in Paris die Nachricht von plötzlichen Tod ihres Vaters. Sie konvertiert zum katholischen Glauben, und nach der Rückkehr nach Ansbach 1836 führte ihre schwärmerische Religiosität zu einem weiteren seelischen Zusammenbruch. Ihre Geschwister brachten sie 1839 in die Nervenheilanstalt Schloss Winnental. Nach ihrer Entlassung veröffentlichte sie 1843 ihre Reisebriefe, dazu Tagebücher, Gedichte und acht Liedkompositionen mit Klavierbegleitung. Über ihr späteres Leben ist wenig bekannt. Ob sie zeitweise in einem Kloster war, ist umstritten. Später lebte sie in Rom. Dort besuchte sie 1865 ihr Neffe, der Maler Anselm Feuerbach. Er schreibt am 23. September an seine Mutter: „Gestern habe ich mit Morelli meine Tante Helene besucht, die Konversation war italienisch. Sie sprach gescheit und lieb, doch hat es mich sehr wehmütig berührt, sie wohnt bei St. Peter in einem sehr ärmlichen Stübchen, das schlichte Bett mit Rosenkränzen behangen. Ich will sie hier und da abends mit dem Wagen abholen und in die Campagna fahren.“ Magdalena stirbt am 5. Juni 1891 in Treviso.

## Publikation
- „Briefe und Tagebuchblätter aus Frankreich, Irland und Italien mit einem Anhang von Compositionen und Gedichten“ Nürnberg: Raw’sche Buchhandlung 1843